# Séry Bailly
Pour les articles homonymes, voir Bailly.
Œuvres principales
- Hommage à Tiagouri Tapé "Vraiment" (1999)
- Deux Guerres de transition : Guerres américaine et Guerre ivoirienne (2003)

Zacharie  Séry Bailly, dit Séry Bailly, né le 13 mars 1948 à Abidjan et mort le 2 décembre 2018 dans la même ville, est un universitaire, académicien, écrivain et homme politique ivoirien.
Président de la Fondation Harris Memel-Fotê-Jean Jaurès à Abidjan. Il est également vice-président de l’Académie des sciences, des arts, des cultures d'Afrique et des diasporas africaines (ASCAD).

## Biographie
Né le 13 mars 1948 à Abidjan, Séry Bailly, après ses études secondaires et supérieures, embrasse une carrière universitaire. Il entre à l'université d’Abidjan-Cocody où il enseigne l’anglais. Il devient doyen de l'Unité de formation et de recherche (UFR) chargée des angues, de la littérature et des civilisations, de l'université de Cocody.
Membre du Front populaire ivoirien (FPI) depuis 1993, il entre au gouvernement le 4 janvier 2000 en qualité de ministre de l'Enseignement supérieur et de la Recherche scientifique puis, est élu le 10 décembre 2000, député dans la circonscription de Daloa sous la bannière du FPI. Il sera reconduit au poste de ministre de l'Enseignement supérieur et de la Recherche scientifique, dans les gouvernemensuccessifs,ifs avant d’être nommé, le 5 août 2002, ministre de la Communication. Zacharie Séry Bailly quitte le gouvernement le 13 mars 2003 en cédant le fauteuil du ministère de la Communication à Guillaume Soro.
Figure de la gauche ivoirienne, il est révélé au grand public ivoirien par ses activités de chroniqueur. Ses « Chroniques de notre temps », publiées chaque mercredi, à la dernière de couverture de l’hebdomadaire ivoirien Notre Temps (1991-1994), contribuent à forger de lui l’image d’un intellectuel perspicace, abordant d’une langue aussi poétique que sarcastique, les maux de la société ivoirienne.
Il est l'auteur de Hommage à Tiagouri Tapé "Vraiment" et Deux Guerres de transition : Guerres américaines et Guerre ivoirienne, deux essais et a également produit de nombreuses publications scientifiques dans le domaine des Arts et Civilisations.

### Un opposant précoce
Le grand public ne découvre Séry Bailly qu’au début des années 1990, mais les cercles contestataires, dont naîtra la gauche ivoirienne, le connaissent déjà dans les années 1970. En 1971, alors qu’il est étudiant, Séry Bailly est arrêté à la suite d'une contestation sur le campus et conduit de force au service militaire. Déporté de mars 1971 à janvier 1973 à Séguéla – à plus de 500 kilomètres d'Abidjan – il aura pour compagnon d’univers carcéral Laurent Gbagbo. Libéré, il reprend les études qu’il achève par une thèse de doctorat au département d’anglais.
Séry Bailly intègre l'université nationale de Côte d’Ivoire, comme assistant. Après avoir gravi tous les échelons de la fonction, il est nommé doyen de l’Unité de formation et de recherche des langues et civilisations de l’université de Cocody jusqu’en 2001.
Membre influent du SYNARES, principal syndicat des enseignants du Supérieur, Séry Bailly défend les intérêts de sa corporation.

### Figure de la gauche-colombe
En tant qu’homme politique, Séry Bailly a la réputation d’être un homme aux vues modérées. Ce qui suscite l’ire d’une partie des patriotes ivoiriens lors du déclenchement de la crise politico-militaire en Côte d'Ivoire le 19 septembre 2002. Ministre de la communication à cette époque, Séry Bailly essuie les récriminations de son parti politique. Devant la redoutable machine des adversaires du discours officiel, une frange de la population estime insuffisante l’action du ministère de la Communication dirigé par Séry Bailly.

### Un contempteur du Zouglou
Sur le plan artistique, Séry Bailly se révèle très critique envers le Zouglou, qu’il estime être « la musique de la faible estime de soi ».

## Œuvre
- 1976 : Le désenchantement dans les romans des écrivains africains anglophones de la deuxième génération (A. K. Armah, K. Awoonor, W.T. Ngugi, W. Soyinka) (université de Paris III) [5];
- 1999 : Hommage à Tiagouri Tapé "Vraiment" (PUCI)[5] ;
- 2003 : Deux guerres de transition : guerres civiles américaine et ivoirienne (EDUCI)[5] ;
- 2005 : Ne pas perdre le nord (EDUCI)[5] ;
- 2005 : Réflexion sur la crise ivoirienne : vivre en paix dans un État-nation souverain (L'Harmattan)[5] ;
- 2009 : Écrits pour la démocratie : la roue tourne (Éditions du CERAP)[5] ;
- 2009 : Regards culturels : que tombe la pluie diluvienne ! (PUCI)[5] ;
- 2010 : Des paroles de Côte d'Ivoire pour Haïti, notre devoir de solidarité (Ceda/Nei), Collectif[5] ;
- 2013 : Porteurs d'espoir, Itinéraires d'intellectuels, (Harmattan, Côte d'Ivoire) [5];
- 2014 : Mises en crises (Harmattan, Côte d'Ivoire)[5] ;

- 2015 : L'honneur de Morifindjan (Harmattan, Côte d'Ivoire)[5] ;
- 2015 : Le Tohourou, un chemin vers la sagesse (Balafons)[5][8];
- 2016 : A moi les tisons survivants (Éditions Maïeutique)[5].